# ترويس أوكرانيا

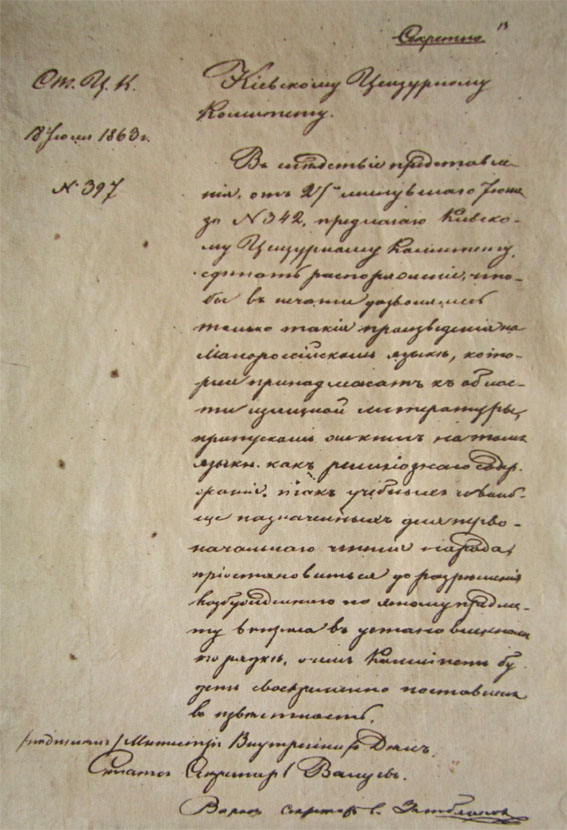
التعميم فالويف

ترويس أوكرانيا كان من سياسات الاستعياب الثقافي للأوكرانيين لصالح الثقافة واللغة والولاء الوطني للروس، مورست بشكل رسمي وقوي خلال فترة الإمبراطورية الروسية والإتحاد السوفييتي، وإنتهت مع تفككه، إلا أنها ما زالت تمارس بشكل ضعيف عبر بعض السياسات من بعض المنتمين للتيار القومي الروسي، وخاصةً من قبل الأوكرانيين الموالين لروسيا في دونباس والقرم وغيرها.
في عام 1720 بطرس الأول أمر أن تُحَظَّرَ اللغة الأوكرانية في كتب في أذيان أثناء طباعتها. الكسندر الكسيفيتش فيازيمسكي أُمِرَ من قبل كاترين الثانية أن يقيم على ترويس فنلندا وليفونيا وأوكرانيا لطفًا. في الرأى فلاديمير فرنادسكي بحلول القرن 17 قد روس كانوا لديهم سياسة طويلة الأمد بشأن الترويس أوكرانيين. في عام 1862 روس أغلقوا مدارس اللغة الأوكرانية التي كانت حينئذ أكبر من مائة. في عام 1863 بطرس فالويف (قائم وزير الشؤون الداخلية) كتب «فالويفسكي سيركولار» الذي ادعى فيه أن لم ولا يوجد أوكرانيون ولغتهم ولا يمكن أن يَجِدَا. في عام 1876 ألكسندر الثاني أصدر مرسوم أمس الذي حظر لغتهم في كتب إلا في طبعات قديمة.
بعد الحرب العالمية الأولة الهوية الأوكرانية شهدت الإحياء بسبب التأصيل (بالروسية: коренизация) ولكنه أُلْغِيَ في أيام ستالين. بين عامين 1929 و1934 تطهير السياسي الأول هدف إلى أنصار التأصيل كبميكولا سكريبنيك وأمثاله. التطهير الكبير قتّل الذين بعد الضحايا الأوليين. نيكيتا خروتشوف وليونيد بريجنيف واصلا هذه السياسة ولكن اللغة تعمّمت بين أوكرانيين في أيام الستينات فبعد عام 1980 الاتحاد السوفييتي أقام دروس في اللغة الروسية لكل صفوف المدرسية من أولة إلى أمامها. منذ عام 1990 اللغة الروسية كانت اللغة الرسمية في الاتحاد كله ولكن الجمهوريات المكونة كانت لديها الحق في اللغات الوطنية.
جاءت النهاية لهذه السياسة بعد تفكك الاتحاد السوفيتي.
بعد أن قمعت الحكومة البولندية آنذاك اللغة والثقافة الأوكرانية لعقود من الزمن في محاولة لاستيعاب الأوكرانيين في بولندا، وبعد مقتل طفل الزعيم الأوكراني بوهدان خميلنيتسكي على يد أحد النبلاء البولنديين، أصبح زعيم القوزاق الأوكرانيين خلال حرب التحرير 1648-1654 وأُجبر على التحالف العسكري مع روسيا. كانت سياسة الترويس، التي تجلت في حظر اللغة الأوكرانية وترحيل الأوكرانيين، هي الأطول والأكثر وحشية في أوكرانيا واستمرت لأطول فترة، حوالي 300 عام، أي أطول من أي دولة احتلتها روسيا على الإطلاق.

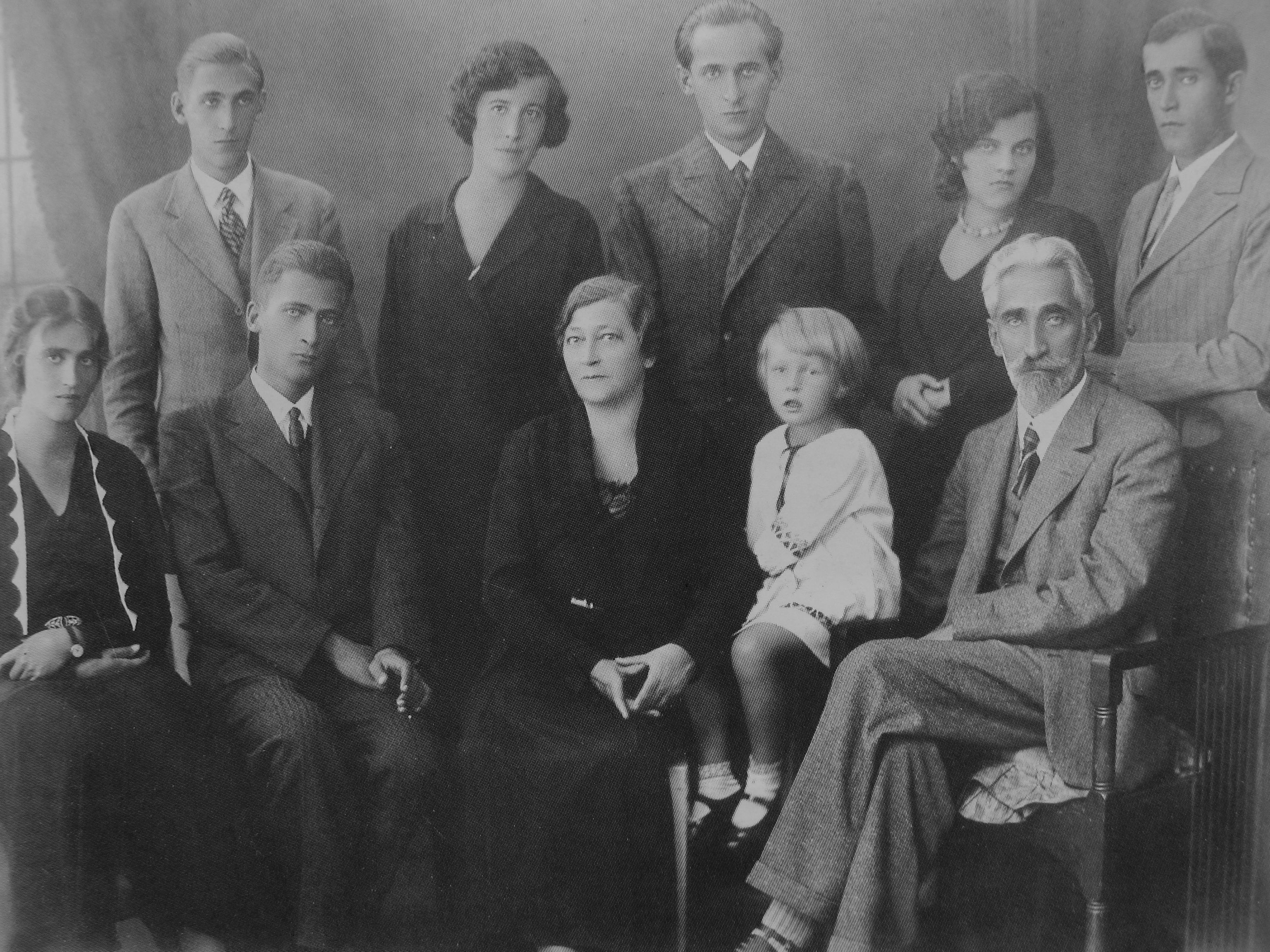
قُتلت عائلة كروشيلنيتسكي بأكملها بأمر من ستالين. هذه الصورة رمزٌ لإبادة الأوكرانيين، وقد مُنعت في الاتحاد السوفيتي.

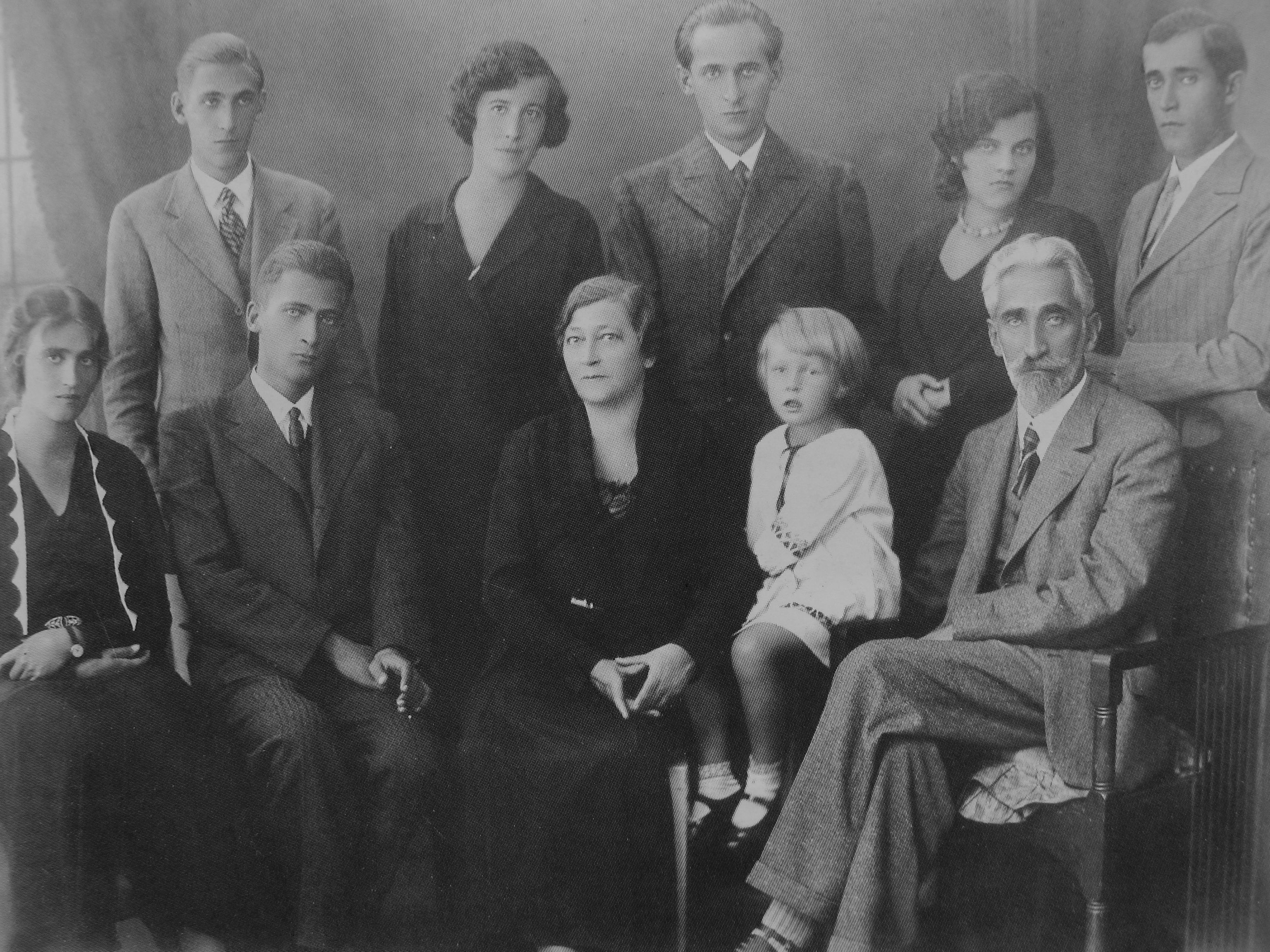
قُتلت عائلة كروشيلنيتسكي بأكملها بأمر من ستالين. هذه الصورة رمزٌ لإبادة الأوكرانيين، وقد مُنعت في الاتحاد السوفيتي.

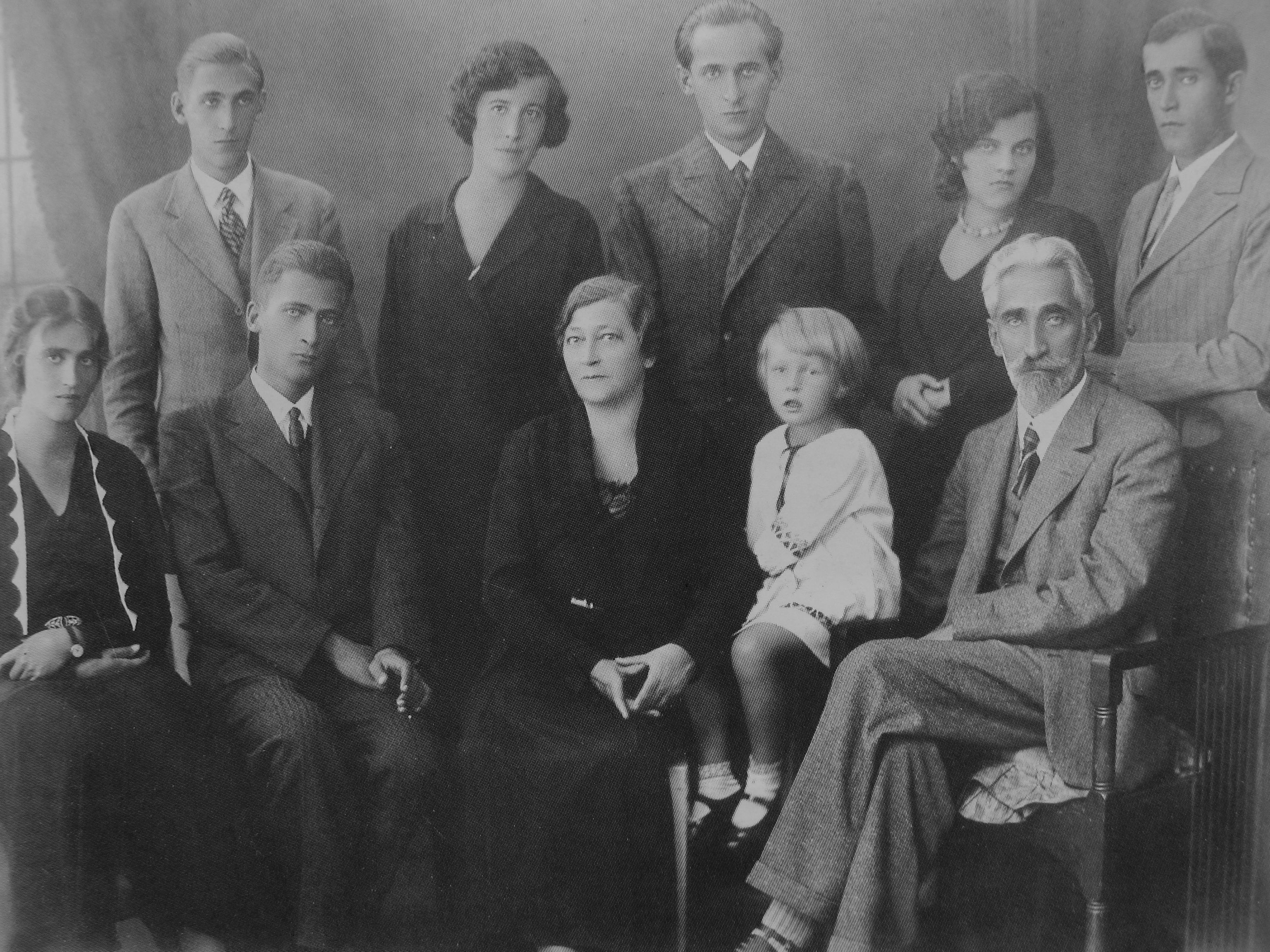
قُتلت عائلة كروشيلنيتسكي بأكملها بأمر من ستالين. هذه الصورة رمزٌ لإبادة الأوكرانيين، وقد مُنعت في الاتحاد السوفيتي.

### التسلسل الزمني لحظر اللغة الأوكرانية من قبل السلطات الروسية
- ١٦٩٠. حظرت الكنيسة الأرثوذكسية الروسية الكتب الكنسية المطبوعة باللغة الأدبية الأوكرانية، وظهرت أولى حالات إتلافها.[2]
- ١٧٢٠. مرسوم الإمبراطور بيتر الأول بشأن حظر طباعة الكتب باللغة الأوكرانية في مطابع كييف.
- ١٧٦٤. تعليمات الإمبراطورة كاثرين الثانية بشأن ترويس العديد من الدول التي استولت عليها روسيا، وخاصة أوكرانيا وبيلاروسيا.[3]
- ١٧٨٤. حُظر التعليم الابتدائي باللغة الأوكرانية تمامًا في جميع أنحاء الإمبراطورية الروسية.
- ١٧٨٦. حُظر استخدام اللغة الأوكرانية في الاحتفالات الدينية وتدريسها في مؤسسات التعليم العالي.[4]
- ١٨٣١. أُلغي قانون ماغديبورغ للمدينة، الذي كان يسمح بإجراء الإجراءات القانونية باللغة الأوكرانية.
- ١٨٦٢. أُغلقت الكنائس والمدارس الرعوية الأوكرانية. وتوقف إصدار المجلة الأدبية والعلمية والسياسية الأوكرانية "أوسنوفا".[5]
- ١٨٦٣. مرسوم وزير الخارجية بيوتر فالويف، الذي أعلن فيه أن "اللغة الأوكرانية غير موجودة، ومن لا يفهمها فهو عدو لروسيا".
- ١٨٧٦. مرسوم إمس. مُنع استيراد الكتب الأوكرانية من الخارج، كما مُنعت العروض الأوكرانية. أُجبرت جوقة ميكولا ليسينكو على غناء الأغنية الشعبية الأوكرانية "المطر" باللغة الفرنسية في حفل موسيقي.
- ١٨٨٧. أعاد الرقيب مخطوطة قواعد اللغة الأوكرانية دون قراءتها، وكتب إلى المؤلف أنه "ليس من الضروري السماح بنشر قواعد هذه اللغة، المحكوم عليها بالزوال".
- ١٨٨٨. مرسوم الإمبراطور ألكسندر الثالث "بشأن حظر استخدام اللغة الأوكرانية في المؤسسات الرسمية".
- ١٨٨٩. في كييف، سُمح بإلقاء الخطب بجميع اللغات باستثناء الأوكرانية في المؤتمر الأثري. ١٨٨٢. أمرت الحكومة الروسية الرقباء بفرض رقابة صارمة على ترجمات الأدب الأوكراني إلى الأوكرانية. ١٨٩٤. مُنع استيراد الكتب الأوكرانية من الخارج. ١٨٩٥. مُنعت الكتب الأوكرانية وكتب الأطفال الأوكرانية.

١٩٠٨. مرسوم مجلس الشيوخ ينص على أن "تحسين التعليم في أوكرانيا يضرّ ويهدد روسيا".
- ١٩١٠. مرسوم ستوليبين الذي صنّف الأوكرانيين كأجانب وحظر أي منظمات سياسية أوكرانية.
- ١٩١٣. أصدر مدير منطقة كييف التعليمية تعليمات تمنع التلاميذ والطلاب من حضور العروض المسرحية الأوكرانية.
- ١٩١٤. حظر الإمبراطور نيكولاس الثاني الاحتفال بالذكرى المئوية لميلاد الكاتب الأوكراني البارز تاراس شيفتشينكو.[7]
- ١٩٢٢. بعد الحرب الأهلية، أُغلقت صحيفة "بروسفيتا" في أماكن إقامة الأوكرانيين الذين كانوا جزءًا من روسيا السوفيتية.
- 1929. اعتقال مثقفين وشخصيات من الكنيسة الأرثوذكسية المستقلة في أوكرانيا (اتضح أن عملية "الأكرنة" في الاتحاد السوفييتي تم تنفيذها في عشرينيات القرن العشرين بهدف تحديد ضحايا القمع في المستقبل).
- ١٩٣٣. خلال مجاعةٍ مُحكمة، دبرتها السلطات الروسية لقمع مقاومة الشمولية، وأودت بحياة عشرة ملايين شخص، نُشرت برقية ستالين حول اكتمال عملية الأكرنة.
- ١٩٣٧. إعدام النخبة المثقفة الأوكرانية بأكملها.
- ١٩٣٨. مرسوم الكرملين بشأن إلزامية دراسة اللغة الروسية في مدارس أوكرانيا السوفيتية.
- ١٩٥٨. مرسوم الحزب الشيوعي بشأن انتقال المدارس الأوكرانية إلى اللغة الروسية كلغة التدريس.
- ١٩٦١. المؤتمر الثاني والعشرون للحزب الشيوعي - برنامج حزبي جديد حول "اندماج الأمم في شعب سوفيتي واحد".
- ١٩٧٥. نُشرت أعمال الكُتّاب الأوكرانيين بشكل مختصر بسبب الرقابة السوفيتية.
- ١٩٨٠ - اعتقالات جديدة للمثقفين والمعارضين الأوكرانيين، الذين أُخضعوا بعد ذلك للعلاج النفسي العقابي.
- في عام ٢٠١٤، تحولت المدارس في شرق أوكرانيا المحتلة من قبل روسيا إلى اللغة الروسية كلغة تدريس. وصودرت الكتب والرموز الرسمية الأوكرانية وأُحرقت، وهدم الجنود الروس النصب التذكارية للأبطال الوطنيين الأوكرانيين[8][9]
- ٢٠٢٢. صادرت القوات الروسية في الأراضي المحتلة مؤقتًا كتبًا مدرسية عن الأدب والتاريخ الأوكرانيين وأتلفتها، وأجبرت المعلمين على التدريس في المدارس باللغة الروسية فقط. كما صادر الروس كتبًا أوكرانية من مجموعات المكتبات العامة والمدرسية وأحرقوها في غرف المراجل. وقد حدث كل هذا في ظل جرائم حرب واسعة النطاق[10][11][12][13] · .[14][15]

## ترويس أوكرانيا
بعد أن قمعت الحكومة البولندية آنذاك اللغة والثقافة الأوكرانية لعقود من الزمن في محاولة لاستيعاب الأوكرانيين في بولندا، وبعد مقتل طفل الزعيم الأوكراني بوهدان خميلنيتسكي على يد أحد النبلاء البولنديين، أصبح زعيم القوزاق الأوكرانيين خلال حرب التحرير 1648-1654 وأُجبر على التحالف العسكري مع روسيا. كانت سياسة الترويس، التي تجلت في حظر اللغة الأوكرانية وترحيل الأوكرانيين، هي الأطول والأكثر وحشية في أوكرانيا واستمرت لأطول فترة، حوالي 300 عام، أي أطول من أي دولة احتلتها روسيا على الإطلاق.

### التسلسل الزمني لحظر اللغة الأوكرانية من قبل السلطات الروسية
- ١٦٩٠. حظرت الكنيسة الأرثوذكسية الروسية الكتب الكنسية المطبوعة باللغة الأدبية الأوكرانية، وظهرت أولى حالات إتلافها.[2]
- ١٧٢٠. مرسوم الإمبراطور بيتر الأول بشأن حظر طباعة الكتب باللغة الأوكرانية في مطابع كييف.
- ١٧٦٤. تعليمات الإمبراطورة كاثرين الثانية بشأن ترويس العديد من الدول التي استولت عليها روسيا، وخاصة أوكرانيا وبيلاروسيا.[3]
- ١٧٨٤. حُظر التعليم الابتدائي باللغة الأوكرانية تمامًا في جميع أنحاء الإمبراطورية الروسية.
- ١٧٨٦. حُظر استخدام اللغة الأوكرانية في الاحتفالات الدينية وتدريسها في مؤسسات التعليم العالي.[4]
- ١٨٣١. أُلغي قانون ماغديبورغ للمدينة، الذي كان يسمح بإجراء الإجراءات القانونية باللغة الأوكرانية.
- ١٨٦٢. أُغلقت الكنائس والمدارس الرعوية الأوكرانية. وتوقف إصدار المجلة الأدبية والعلمية والسياسية الأوكرانية "أوسنوفا".[5]
- ١٨٦٣. مرسوم وزير الخارجية بيوتر فالويف، الذي أعلن فيه أن "اللغة الأوكرانية غير موجودة، ومن لا يفهمها فهو عدو لروسيا".
- ١٨٧٦. مرسوم إمس. مُنع استيراد الكتب الأوكرانية من الخارج، كما مُنعت العروض الأوكرانية. أُجبرت جوقة ميكولا ليسينكو على غناء الأغنية الشعبية الأوكرانية "المطر" باللغة الفرنسية في حفل موسيقي.
- ١٨٨٧. أعاد الرقيب مخطوطة قواعد اللغة الأوكرانية دون قراءتها، وكتب إلى المؤلف أنه "ليس من الضروري السماح بنشر قواعد هذه اللغة، المحكوم عليها بالزوال".
- ١٨٨٨. مرسوم الإمبراطور ألكسندر الثالث "بشأن حظر استخدام اللغة الأوكرانية في المؤسسات الرسمية".
- ١٨٨٩. في كييف، سُمح بإلقاء الخطب بجميع اللغات باستثناء الأوكرانية في المؤتمر الأثري. ١٨٨٢. أمرت الحكومة الروسية الرقباء بفرض رقابة صارمة على ترجمات الأدب الأوكراني إلى الأوكرانية. ١٨٩٤. مُنع استيراد الكتب الأوكرانية من الخارج. ١٨٩٥. مُنعت الكتب الأوكرانية وكتب الأطفال الأوكرانية.

١٩٠٨. مرسوم مجلس الشيوخ ينص على أن "تحسين التعليم في أوكرانيا يضرّ ويهدد روسيا".
- ١٩١٠. مرسوم ستوليبين الذي صنّف الأوكرانيين كأجانب وحظر أي منظمات سياسية أوكرانية.
- ١٩١٣. أصدر مدير منطقة كييف التعليمية تعليمات تمنع التلاميذ والطلاب من حضور العروض المسرحية الأوكرانية.
- ١٩١٤. حظر الإمبراطور نيكولاس الثاني الاحتفال بالذكرى المئوية لميلاد الكاتب الأوكراني البارز تاراس شيفتشينكو.[7]
- ١٩٢٢. بعد الحرب الأهلية، أُغلقت صحيفة "بروسفيتا" في أماكن إقامة الأوكرانيين الذين كانوا جزءًا من روسيا السوفيتية.
- 1929. اعتقال مثقفين وشخصيات من الكنيسة الأرثوذكسية المستقلة في أوكرانيا (اتضح أن عملية "الأكرنة" في الاتحاد السوفييتي تم تنفيذها في عشرينيات القرن العشرين بهدف تحديد ضحايا القمع في المستقبل).
- ١٩٣٣. خلال مجاعةٍ مُحكمة، دبرتها السلطات الروسية لقمع مقاومة الشمولية، وأودت بحياة عشرة ملايين شخص، نُشرت برقية ستالين حول اكتمال عملية الأكرنة.
- ١٩٣٧. إعدام النخبة المثقفة الأوكرانية بأكملها.
- ١٩٣٨. مرسوم الكرملين بشأن إلزامية دراسة اللغة الروسية في مدارس أوكرانيا السوفيتية.
- ١٩٥٨. مرسوم الحزب الشيوعي بشأن انتقال المدارس الأوكرانية إلى اللغة الروسية كلغة التدريس.
- ١٩٦١. المؤتمر الثاني والعشرون للحزب الشيوعي - برنامج حزبي جديد حول "اندماج الأمم في شعب سوفيتي واحد".
- ١٩٧٥. نُشرت أعمال الكُتّاب الأوكرانيين بشكل مختصر بسبب الرقابة السوفيتية.
- ١٩٨٠ - اعتقالات جديدة للمثقفين والمعارضين الأوكرانيين، الذين أُخضعوا بعد ذلك للعلاج النفسي العقابي.
- في عام ٢٠١٤، تحولت المدارس في شرق أوكرانيا المحتلة من قبل روسيا إلى اللغة الروسية كلغة تدريس. وصودرت الكتب والرموز الرسمية الأوكرانية وأُحرقت، وهدم الجنود الروس النصب التذكارية للأبطال الوطنيين الأوكرانيين[8][9]
- ٢٠٢٢. صادرت القوات الروسية في الأراضي المحتلة مؤقتًا كتبًا مدرسية عن الأدب والتاريخ الأوكرانيين وأتلفتها، وأجبرت المعلمين على التدريس في المدارس باللغة الروسية فقط. كما صادر الروس كتبًا أوكرانية من مجموعات المكتبات العامة والمدرسية وأحرقوها في غرف المراجل. وقد حدث كل هذا في ظل جرائم حرب واسعة النطاق[10][11][12][13] · .[14][15]

## ترويس أوكرانيا
بعد أن قمعت الحكومة البولندية آنذاك اللغة والثقافة الأوكرانية لعقود من الزمن في محاولة لاستيعاب الأوكرانيين في بولندا، وبعد مقتل طفل الزعيم الأوكراني بوهدان خميلنيتسكي على يد أحد النبلاء البولنديين، أصبح زعيم القوزاق الأوكرانيين خلال حرب التحرير 1648-1654 وأُجبر على التحالف العسكري مع روسيا. كانت سياسة الترويس، التي تجلت في حظر اللغة الأوكرانية وترحيل الأوكرانيين، هي الأطول والأكثر وحشية في أوكرانيا واستمرت لأطول فترة، حوالي 300 عام، أي أطول من أي دولة احتلتها روسيا على الإطلاق.

### التسلسل الزمني لحظر اللغة الأوكرانية من قبل السلطات الروسية
- ١٦٩٠. حظرت الكنيسة الأرثوذكسية الروسية الكتب الكنسية المطبوعة باللغة الأدبية الأوكرانية، وظهرت أولى حالات إتلافها.[2]
- ١٧٢٠. مرسوم الإمبراطور بيتر الأول بشأن حظر طباعة الكتب باللغة الأوكرانية في مطابع كييف.
- ١٧٦٤. تعليمات الإمبراطورة كاثرين الثانية بشأن ترويس العديد من الدول التي استولت عليها روسيا، وخاصة أوكرانيا وبيلاروسيا.[3]
- ١٧٨٤. حُظر التعليم الابتدائي باللغة الأوكرانية تمامًا في جميع أنحاء الإمبراطورية الروسية.
- ١٧٨٦. حُظر استخدام اللغة الأوكرانية في الاحتفالات الدينية وتدريسها في مؤسسات التعليم العالي.[4]
- ١٨٣١. أُلغي قانون ماغديبورغ للمدينة، الذي كان يسمح بإجراء الإجراءات القانونية باللغة الأوكرانية.
- ١٨٦٢. أُغلقت الكنائس والمدارس الرعوية الأوكرانية. وتوقف إصدار المجلة الأدبية والعلمية والسياسية الأوكرانية "أوسنوفا".[5]
- ١٨٦٣. مرسوم وزير الخارجية بيوتر فالويف، الذي أعلن فيه أن "اللغة الأوكرانية غير موجودة، ومن لا يفهمها فهو عدو لروسيا".
- ١٨٧٦. مرسوم إمس. مُنع استيراد الكتب الأوكرانية من الخارج، كما مُنعت العروض الأوكرانية. أُجبرت جوقة ميكولا ليسينكو على غناء الأغنية الشعبية الأوكرانية "المطر" باللغة الفرنسية في حفل موسيقي.
- ١٨٨٧. أعاد الرقيب مخطوطة قواعد اللغة الأوكرانية دون قراءتها، وكتب إلى المؤلف أنه "ليس من الضروري السماح بنشر قواعد هذه اللغة، المحكوم عليها بالزوال".
- ١٨٨٨. مرسوم الإمبراطور ألكسندر الثالث "بشأن حظر استخدام اللغة الأوكرانية في المؤسسات الرسمية".
- ١٨٨٩. في كييف، سُمح بإلقاء الخطب بجميع اللغات باستثناء الأوكرانية في المؤتمر الأثري. ١٨٨٢. أمرت الحكومة الروسية الرقباء بفرض رقابة صارمة على ترجمات الأدب الأوكراني إلى الأوكرانية. ١٨٩٤. مُنع استيراد الكتب الأوكرانية من الخارج. ١٨٩٥. مُنعت الكتب الأوكرانية وكتب الأطفال الأوكرانية.

١٩٠٨. مرسوم مجلس الشيوخ ينص على أن "تحسين التعليم في أوكرانيا يضرّ ويهدد روسيا".
- ١٩١٠. مرسوم ستوليبين الذي صنّف الأوكرانيين كأجانب وحظر أي منظمات سياسية أوكرانية.
- ١٩١٣. أصدر مدير منطقة كييف التعليمية تعليمات تمنع التلاميذ والطلاب من حضور العروض المسرحية الأوكرانية.
- ١٩١٤. حظر الإمبراطور نيكولاس الثاني الاحتفال بالذكرى المئوية لميلاد الكاتب الأوكراني البارز تاراس شيفتشينكو.[7]
- ١٩٢٢. بعد الحرب الأهلية، أُغلقت صحيفة "بروسفيتا" في أماكن إقامة الأوكرانيين الذين كانوا جزءًا من روسيا السوفيتية.
- 1929. اعتقال مثقفين وشخصيات من الكنيسة الأرثوذكسية المستقلة في أوكرانيا (اتضح أن عملية "الأكرنة" في الاتحاد السوفييتي تم تنفيذها في عشرينيات القرن العشرين بهدف تحديد ضحايا القمع في المستقبل).
- ١٩٣٣. خلال مجاعةٍ مُحكمة، دبرتها السلطات الروسية لقمع مقاومة الشمولية، وأودت بحياة عشرة ملايين شخص، نُشرت برقية ستالين حول اكتمال عملية الأكرنة.
- ١٩٣٧. إعدام النخبة المثقفة الأوكرانية بأكملها.
- ١٩٣٨. مرسوم الكرملين بشأن إلزامية دراسة اللغة الروسية في مدارس أوكرانيا السوفيتية.
- ١٩٥٨. مرسوم الحزب الشيوعي بشأن انتقال المدارس الأوكرانية إلى اللغة الروسية كلغة التدريس.
- ١٩٦١. المؤتمر الثاني والعشرون للحزب الشيوعي - برنامج حزبي جديد حول "اندماج الأمم في شعب سوفيتي واحد".
- ١٩٧٥. نُشرت أعمال الكُتّاب الأوكرانيين بشكل مختصر بسبب الرقابة السوفيتية.
- ١٩٨٠ - اعتقالات جديدة للمثقفين والمعارضين الأوكرانيين، الذين أُخضعوا بعد ذلك للعلاج النفسي العقابي.
- في عام ٢٠١٤، تحولت المدارس في شرق أوكرانيا المحتلة من قبل روسيا إلى اللغة الروسية كلغة تدريس. وصودرت الكتب والرموز الرسمية الأوكرانية وأُحرقت، وهدم الجنود الروس النصب التذكارية للأبطال الوطنيين الأوكرانيين[8][9]
- ٢٠٢٢. صادرت القوات الروسية في الأراضي المحتلة مؤقتًا كتبًا مدرسية عن الأدب والتاريخ الأوكرانيين وأتلفتها، وأجبرت المعلمين على التدريس في المدارس باللغة الروسية فقط. كما صادر الروس كتبًا أوكرانية من مجموعات المكتبات العامة والمدرسية وأحرقوها في غرف المراجل. وقد حدث كل هذا في ظل جرائم حرب واسعة النطاق[10][11][12][13] · .[14][15]